# Монтегю, Жиль Эселен де
Жиль Эселен де Монтегю (фр. Gilles Aycelin de Montaigut; 2-е тысячелетие, Овернь — 5 декабря 1378, Авиньон) — французский религиозный деятель, политик. Канцлер Франции, с 1361 — кардинал, с 1368 — епископ Фраскати. Глава делегации Иоанн II после битвы при Пуатье. Арбитр в споре между Педро IV и герцогом Людовиком I Анжуйским.

## Биография
Родился в первой половине XIV века. Происходил из семьи Оверни, брат Пьера Эселена де Монтегю и племянник Жиля I Эселена де Монтегю, занимал посты епископа Лавора (1357—1360), епископа Теруаны (1356—1361), епископа Фраскати (1368—1378) кардинал-священника титулярной церкви Санти-Сильвестро-э-Мартино-ай-Монти (1361—1368).
В 1356 году, участвовал в битве при Пуатье и с титулом канцлера был главной делегации на переговорах с Англией. В мае 1358 года, по просьбе Иоанном II, возглавил совет своего сына Жана. 24 июня 1360 года, присутствовал на свадьбе графа с Жанной д’Арманьяка, в Каркасоне . В 1361 году, был возведён в сан кардинала папой Иннокентини VI .
Урбаном V был назначен одним из уполномоченных по реформе Парижского университета.